# Цимбалюк Анатолій Борисович
Анато́лій Бори́сович Цимбалю́к (8 березня 1989 — 30 травня 2016) — солдат Збройних сил України, учасник російсько-української війни.

## Життєпис
Народився 1989 року в місті Славута (Хмельницька область. Змалку втратив батька, єдиного сина ростила мама. До 9-го класу навчався у Славутській ЗОШ № 6, в Славутському ПТУ навчився професії кухаря-кондитера.
У липні 2015 року мобілізований; солдат, старший стрілець механізованого батальйону 128-ї бригади.
30 травня 2016-го загинув внаслідок мінометного обстрілу, який вчинили терористи опівночі поблизу селища Невельське Ясинуватського району — увечері добровільно вирішив змінити товаришів на посту, аби вони відпочили; в тому часі розпочався мінометний обстріл, Анатолій зазнав осколкового поранення, помер дорогою до шпиталю.
2 червня 2016 року похований у Славуті, у місті оголосили День жалоби.
Без Анатолія лишилися мама, дідусь та бабуся.

## Нагороди та вшанування
- Указом Президента України № 522/2016 від 25 листопада 2016 року «за особисту мужність і високий професіоналізм, виявлені у захисті державного суверенітету та територіальної цілісності України, вірність військовій присязі» — нагороджений орденом «За мужність» III ступеня (посмертно)[1]
- 27 січня 2017 року на території славутської ЗОШ № 6 відкрито меморіальні дошки Володимиру Дрозду та Анатолію Цимбалюку
- Почесний громадянин міста Славута (посмертно).